# Б.Т.Р.
Б.Т.Р. — болгарская рок-группа, созданная в 1984 году.

## Создание группы
Группа была сформирована в Национальной гимназии древних языков и культур Болгарии тремя участниками: Валентином Гуевским (гитара), Миленом Марчевым (бас гитара) и Ясеном Петровым (вокал). Тексты и песни раннего репертуара группы были написаны поэтом Кириллом Мерджанским. Хотя группа была создана уже в 1984 году, впервые она выступила с концертом на рок-фестивале 1990 года в Трояне.

## Начало творчества
На первых порах состав группы часто меняется. В августе 1993 года уже новый состав группы: Кирил Божков (гитара), Иван Калфов (бас), Илиян Диков (ударные), Славчо Николов (гитара и вокал), Атанас Пенев (вокал). Первый альбом группы в таком составе назывался «Feel the Life», написанный в жанре «heavy metal».

## Расцвет творчества
В 1997 году группа записывает свой новый альбом — «Б.Т.Р. '97», состоящий полностью из авторских песен. Песня «Елмаз и стъкло» (Алмаз и стекло), вошедшая в этот альбом, стала бесспорным хитом. Другие песни этого альбома также стали известными слушателям.
В марте 1999 года группа пишет свой альбом «Мечти» (Мечты). Летом того же года группа принимает участие в фестивале «Ардас» в Греции.
В 2000 году «Б.Т.Р.» начинает турне, организованное болгарским пивным брендом «Каменица». На фестивале «Рок-експлозия» в Бургасе группа получает первое место с песней «Цвете от Луната» (Цветок из Луны),. 3 декабря «Б.Т.Р.» дает самостоятельный концерт в лондонском «Astoria Hall». После этого группа получает награды на престижном фестивале в Румынии «Golden Stag». В качестве гостей на этот фестиваль приглашены «INXS» и «UB40».
В 2003 году группа играет в Вене, Келне, Бонне, Берлине и уже третий раз в «Astoria Hall» совместно со звездой Джоном Лоутоном («Uriah Heep»).
В 2008 году группа издает альбом «Deja Vu», содержащий популярные песни известных болгарских групп, среди которых «Щурците», «ФСБ», «Тангра» и др. В мае того же года «Б.Т.Р.» избраны группой года слушателями «БГ радио».

## Дискография

### Альбомы
- Live (1992)
- Feel The Life (1993)
- Bending The Rules (1993)
- Б.Т.Р.'97 (1997)
- 7 балади (1998)
- Мечти (1999)
- Играта (2002)
- 93-04 I (2004)
- 93-04 II (2006)
- Deja Vu (2008)
- Защо? (2014)
- Невидими стени (2018)